# デトロイト市街地コース
デトロイト市街地コース（Detroit Street Circuit）は、アメリカ合衆国ミシガン州のデトロイト中心街の公道を利用したストリートサーキットである。1982年から1991年の間、F1やCARTのレースに使用された。その後デトロイトでは1992年から近隣のベル・アイル・パーク市街地コースに変更された。
2023年、以前のダウンタウンでコースレイアウトが変更、短縮されて再オープンし、インディカー・シリーズが開催された。

## 概要
F1は1982年から1984年までアメリカ東GP、1985年から1988年まではアメリカGPとして開催された。デトロイトGPの名称で呼ばれることも多い。
1970年代～1980年代、アメリカはF1における超巨大マーケットであった。1980年にニューヨークのワトキンズグレンでの開催が終了。これに代わる開催地としてデトロイトが選ばれ、ロス近郊のロングビーチと並んでアメリカにおける2開催体勢は続く事となった。
F1が終了した後、1989年から1991年までCARTが開催された。市の経済的な理由で1992年から近くの州立公園ベル・アイル・パーク内に仮設されるベル・アイル・パーク市街地コースに変更された。
2021年11月、インディカー・シリーズとIMSA スポーツカー選手権の併催イベント「デトロイトGP」が、2023年からはデトロイトの市街地へと舞台を移して開催されることが正式に決まった。

## レイアウト

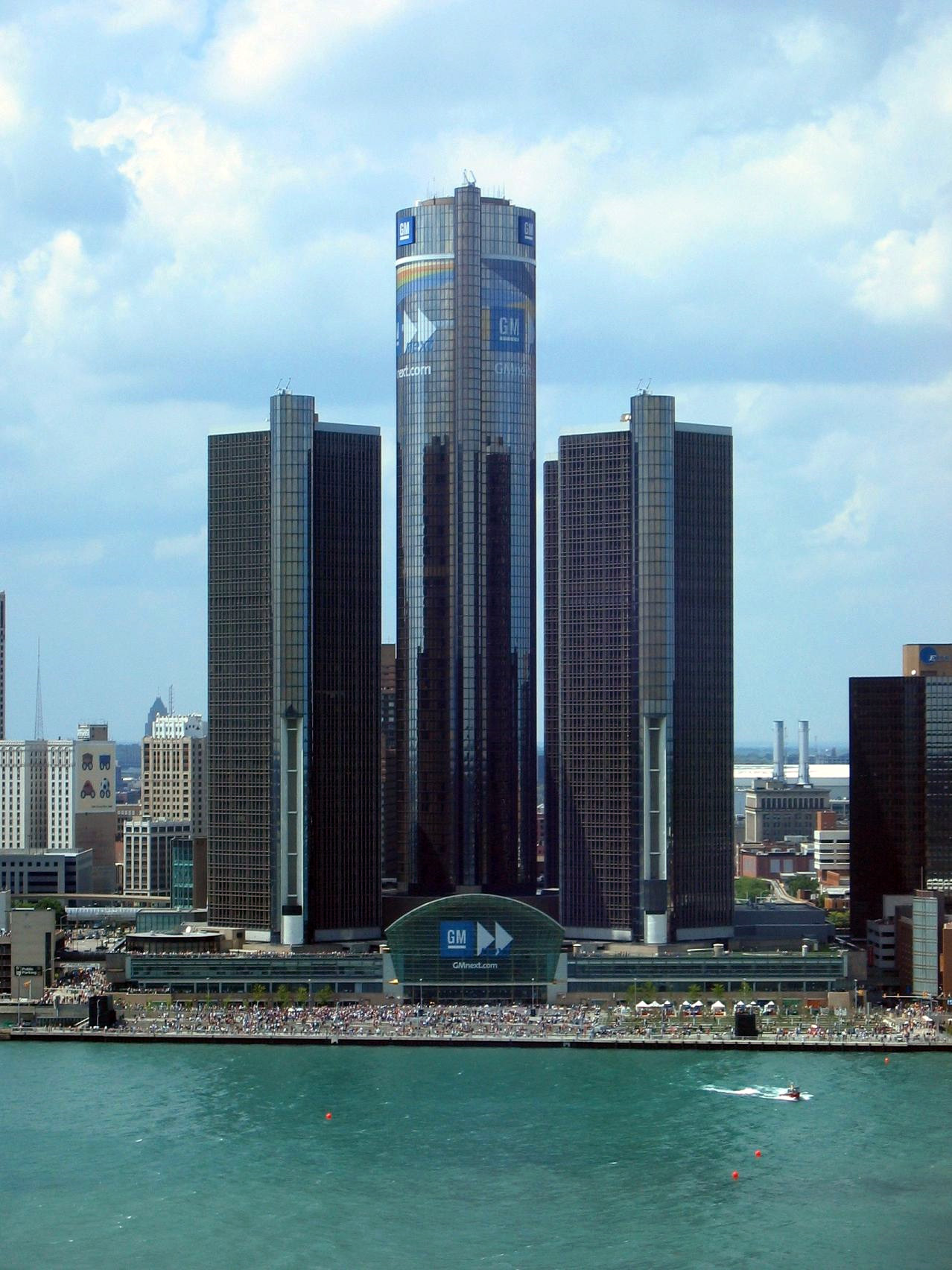
ルネサンス・センター

GM本社のルネサンス・センターを回り込み、ジェファーソン通りを駆け抜けるコースレイアウト。
1991年までのコースは直角ターンが連続し、18のコーナーが延々と続く超低速レイアウト。最終コーナーの非常に狭く、きついシケインが有名。モナコ同様、途中トンネルがある。モナコと違い、壁面に穴が空いていないのでまさに真っ暗な中を走るトンネルとなっていた。2時間ルールの都合上モナコ同様、特例でレース距離は短縮されて行われていた。現在では第16コーナーから第1コーナーまでの区間が公園と駐車場になっており現存しない。また第8コーナーから第9コーナーまでの区間は逆順の一方通行となっているが、それ以外は車で進行順に走行する事が出来る。
2023年からのコースは、旧コースよりも大幅に小さく、コーナーの数が少ないのが特徴。以前のコースの内2つのコーナーだけが新サーキットに再利用された。旧コースには18のコーナーがあったのに対し、コーナーは9になった。0.7マイルのストレートが作られた。

### 過去のレイアウト

1982年
1983年‐1991年